# Liste des monuments nationaux de l'archipel de San Andrés, Providencia et Santa Catalina
Cet article liste les monuments nationaux du département de San Andrés, Providencia et Santa Catalina, en Colombie. Au 25 septembre 2013, trois monuments nationaux étaient recensés.

## Patrimoine matériel
| Code national | Monument                   | Municipalité(s)                                     | Adresse | Coordonnées    | Date | Illustration               |
| ------------- | -------------------------- | --------------------------------------------------- | ------- | -------------- | ---- | -------------------------- |
|               | École de Marie l'Immaculée | Providencia y Santa Catalina (Île de la Providence) |         | à géolocaliser | 1998 | Image manquante Téléverser |
|               | Église baptiste de La Loma | San Andrés                                          |         | à géolocaliser | 1998 | Église baptiste de La Loma |
|               | Fort de la liberté         | Providencia y Santa Catalina (Île Santa Catalina)   |         | à géolocaliser | 1998 | Fort de la liberté         |